# Havana (Florida)
Havana è una città degli Stati Uniti d'America, situata in Florida, nella Contea di Gadsden.